# Riserva naturale Monte Pavione
La riserva naturale Monte Pavione è un'area naturale protetta della regione Veneto istituita nel 1975.
Occupa una superficie di 491,00 ha nella provincia di Belluno.
Prende il nome dal Monte Pavione, montagna più alta delle Vette Feltrine.